# Yoldiella intermedia
Yoldiella intermedia is een tweekleppigensoort uit de familie van de Yoldiidae. De wetenschappelijke naam van de soort is voor het eerst geldig gepubliceerd in 1865 door Sars.